# Taquaral de Goiás
Taquaral de Goiás est une municipalité brésilienne de l'État de Goiás et la microrégion d'Anápolis.